# بلیا د سان آنتونیو
ولیلا دو سن آنتونیو (به اسپانیایی: Velilla de San Antonio) یک شهرستان در اسپانیا است که در مادرید (بخش خودمختار) واقع شده‌است.

## خصوصیات
ولیلا دو سن آنتونیو ۱۴٫۳۵ کیلومترمربع مساحت و ۱۱٬۵۵۳ نفر جمعیت دارد و ۵۵۳ متر بالاتر از سطح دریا واقع شده‌است.